# Памятник несовершеннолетним труженикам тыла

Стихи на постаменте памятника

Памятник несовершеннолетним труженикам тыла 1941—1945 гг. — благодарная Самара установлен в Самаре в сквере рядом с фонтанами на площади Героев 21-й армии, близ пересечения улиц Полины Осипенко и Ново-Садовой в Октябрьском районе города.

## История
Своим появлением памятник несовершеннолетним труженикам тыла обязан обществу «Дети — фронту», появившемуся в 1992 году. Оно выступило с инициативой открытия памятника детям, чей труд в годы Великой Отечественной войны был большим вкладом в общую победу.
Авторы памятника - скульптор Иван Иванович Мельников и архитектор Юрий Васильевич Храмов. Сначала планировалось сделать скульптуру мальчика с рабочим названием «Алёша младший». Памятник должен был символизировать детей и младших братьев тех, кто ушёл воевать. Когда проект уже был создан, и обсуждались его детали, женщины общества «Дети — фронту» подняли вопрос, что памятник не отражает труда девочек в тылу. Довод был принят во внимание, и к фигуре мальчика была добавлена фигурка девочки.
Мальчик и девочка изображены в одеждах 1940-х годов, сидящими на скамье и держащимися за руки, символизируя чистые и искренние чувства. Скульптурная композиция выполнена из бронзы и установлена на гранитном постаменте и мраморном основании. На постаменте с одной стороны установлена табличка с названием памятника, с другой — табличка со стихами:

ИМ ВЫПАЛА ОСОБАЯ ДОРОГА,

ВОЙНА ВАС НЕ СЧИТАЛА ЗА ДЕТЕЙ

А РОДИНА С ВАС СПРАШИВАЛА СТРОГО

Памятник был открыт 12 июня 1996 года.